# Międzynarodowa Komisja Stratygrafii
Międzynarodowa Komisja Stratygrafii (ICS) (ang. International Commission on Stratigraphy) – największe ciało naukowe Międzynarodowej Unii Nauk Geologicznych, zajmujące się stratygrafią na skalę globalną. Jednym z głównych jej zadań jest ustalenie standardowej dla całego świata tabeli stratygraficznej. W skład ICS wchodzi ok. 400 stałych członków i ponad 2000 stratygrafów z całego świata, biorących udział w przedsięwzięciach Komisji.